# Γ-羟基丁酸钙
γ-羟基丁酸钙是一种羧酸盐，化学式为(C4H7O3)2Ca。

## 制备
将氢氧化钙的悬浊液滴入γ-丁内酯，发生放热反应，得到γ-羟基丁酸钙。